# Ait Igas
Ait Igas (franska: Ait Igas (CR), Ait Igas (Commune Rurale), arabiska: احمر  لكلالشة) är en kommun i Marocko.   Den ligger i provinsen Taroudannt och regionen Souss-Massa, i den centrala delen av landet, 400 km söder om huvudstaden Rabat. Antalet invånare är 9 533.